# 瓦夫尔莱勒芒
瓦夫尔莱勒芒（法語：Voivres-lès-le-Mans，法語發音：[vwavʁ lɛ lə mɑ̃]，意为“勒芒附近的瓦夫尔”）是法国萨尔特省的一个市镇，属于拉弗莱什区。

## 地理
瓦夫尔莱勒芒（47°55'47"N, 0°4'20"E）面积11.44 平方千米，位于法国卢瓦尔河地区大区萨尔特省，该省份为法国西北部内陆省份，北起顺时针与奥恩省、厄尔-卢瓦省、卢瓦-谢尔省、安德尔-卢瓦尔省、曼恩-卢瓦尔省和马耶讷省接壤，是法国大西部的入口，连接卢瓦尔河谷、布列塔尼和巴黎盆地。
与瓦夫尔莱勒芒接壤的市镇（或旧市镇、城区）包括：卢普朗德、阿洛讷、埃蒂瓦勒莱勒芒、萨尔特河畔鲁瓦泽、斯派。

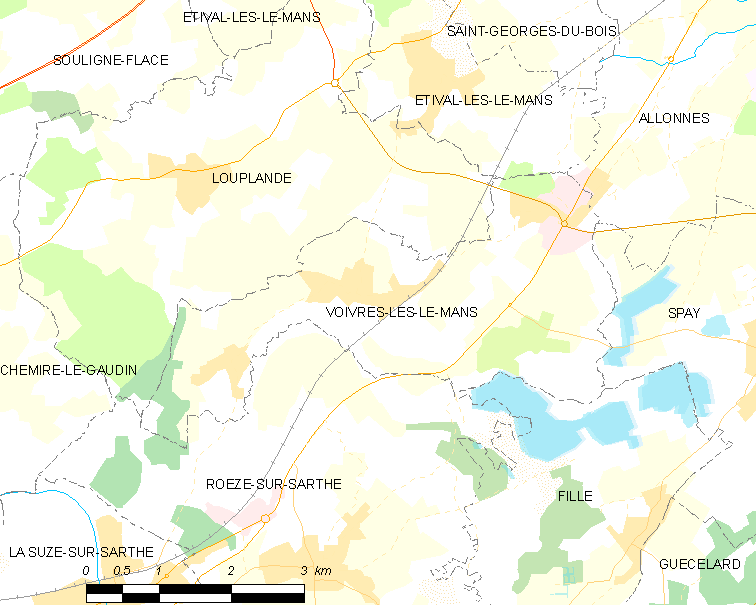
瓦夫尔莱勒芒的OSM定位图

瓦夫尔莱勒芒的时区为UTC+01:00、UTC+02:00（夏令时）。

## 行政
瓦夫尔莱勒芒的邮政编码为72210，INSEE市镇编码为72381。

## 政治
瓦夫尔莱勒芒所属的省级选区为萨尔特河畔拉叙兹县。

## 人口

1962-2008年间瓦夫尔莱勒芒人口变化图示

瓦夫尔莱勒芒于2022年1月1日时的人口数量为1350人。